# 1 500 mètres féminin aux championnats du monde d'athlétisme 2001
Navigation
Séville 1999 Paris 2003
L'épreuve du 1 500 mètres féminin des championnats du monde d'athlétisme 2001 s'est déroulée du 4 au 7 août 2001 au stade du Commonwealth d'Edmonton, au Canada. Elle est remportée par la Roumaine Gabriela Szabo.

## Résultats

### Finale
| Rang               | Athlète           | Pays        | Temps         | Notes |
| ------------------ | ----------------- | ----------- | ------------- | ----- |
| Médaille d'or      | Gabriela Szabo    | Roumanie    | 4 min 00 s 57 | SB    |
| Médaille d'argent  | Violeta Szekely   | Roumanie    | 4 min 01 s 70 |       |
| Médaille de bronze | Natalya Gorelova  | Russie      | 4 min 02 s 40 |       |
| 4                  | Carla Sacramento  | Portugal    | 4 min 03 s 96 |       |
| 5                  | Lidia Chojecka    | Pologne     | 4 min 06 s 70 |       |
| 6                  | Natalia Rodríguez | Espagne     | 4 min 07 s 10 |       |
| 7                  | Alesya Turova     | Biélorussie | 4 min 07 s 25 | SB    |
| 8                  | Süreyya Ayhan     | Turquie     | 4 min 08 s 17 |       |
| 9                  | Yuliya Kosenkova  | Russie      | 4 min 08 s 84 |       |
| 10                 | Mardrea Hyman     | Jamaïque    | 4 min 12 s 48 |       |
| 11                 | Leah Pells        | Canada      | 4 min 15 s 34 |       |
| 12                 | Nuria Fernández   | Espagne     | 4 min 17 s 86 |       |

## Légende
Records et Performances
- AR : Record continental (area record)
- CR : Record des championnats (championship record)
- MR : Record du meeting (meet record)
- NR : Record national (national record)
- OR : Record olympique (olympic record)
- PR : Record paralympique (paralympic record)
- PB : Record personnel (personal best)
- SB : Meilleure performance personnelle de la saison (season's best)
- WL : Meilleure performance mondiale de l'année (world leader)
- WJR : Record du monde junior (world junior record)
- WR : Record du monde (world record)

Circonstances et Conditions
- DNF : N'a pas terminé (did not finish)
- DNS : N'a pas pris le départ (did not start)
- DQ : Disqualification (disqualification)
- NM : Aucun essai valable enregistré (No Mark)
- Q : Qualifié « directement » au prochain tour (ou à la prochaine compétition), lors d'une compétition majeure, grâce au classement ou à la réalisation des minima (automatic qualifier)
- q : Qualifié au prochain tour (ou à la prochaine compétition), lors d'une compétition majeure, grâce au repêchage ou à la réalisation de l'une des meilleures performances parmi celles des « non qualifiés directement » (grâce au meilleur temps ou à la meilleure distance par exemple) (secondary qualifier)